# Dellafuente
Dellafuente, pseudonimo di Pablo Enoc Bayo Ruiz (Granada, 13 settembre 1992), è un rapper spagnolo.

## Biografia
Pablo Enoc Bayo nasce a Granada, da padre spagnolo e madre brasiliana, e cresce ad Armilla, in Andalusia. Da bambino gioca a calcio, smettendo per via di un infortunio. In seguito studia design audiovisivo, seppur senza terminare gli studi. Il suo nome d'arte deriva dal cognome della nonna, De La Fuente.

## Carriera
Inizia la sua carriera musicale nel novembre 2012, pubblicando su YouTube la canzone Speakin Chichos. Guadagna notorietà nel 2015, con la pubblicazione del suo primo album in studio Azulejos de corales, caratterizzato da un accostamento di sonorità hip hop e flamenco. Il 13 settembre 2016 è la volta del secondo album Ansia viva, che gli permette di ampliare ulteriormente il suo pubblico.
Dopo aver pubblicato gratuitamente due raccolte dei suoi primi brani nel 2018, nel gennaio 2020 pubblica EP.01-causa, sotto l'alter ego Taifa Yallah. Il progetto si distacca infatti dai precedenti lavori dell'artista, proponendo invece un sound rock andaluso. Il 5 giugno dello stesso anno esce il suo terzo album ufficiale, Descanso en poder, arricchito da collaborazioni con artisti come Maka, Ñejo, Pepe y Vizio e Rels B. Tra il 2021 e il 2022 pubblica due EP, Milagro e Tanteo.
Il suo quarto album, Lágrimas pa otro día, viene reso disponibile il 27 aprile 2023, seguito, a tre mesi di distanza, da Incursión, progetto di musica elettronica realizzato con Salomon Session. Nel novembre dello stesso anno pubblica l'EP di sei tracce Zizou insieme a Morad, mentre il 14 giugno 2024 esce l'album Torii Yama,  che debutta al secondo posto in classifica.

## Discografia

### Album in studio
- 2015 – Azulejos de corales
- 2016 – Ansia viva
- 2020 – Descanso en poder
- 2023 – Lágrimas pa otro día
- 2023 – Incursión (con Salomon Sessions)
- 2024 – Torii Yama

### Raccolte
- 2018 – Recopilatorio 1 (2013-2018)
- 2018 – Recopilatorio 2 (2013-2018)

### EP
- 2016 – Descartes
- 2020 – EP.01-causa (come Taifa Yallah)
- 2021 – Milagro
- 2022 – Tanteo
- 2023 – Zizou (con Morad)
- 2025 – Rondo